# Dragon Ball Online
Dragon Ball Online (ドラゴンボールオンライン?, Doragon Bōru Onrain, Coreano: 드래곤볼 온라인) (ufficialmente abbreviato in DBO) è un videogioco tridimensionale di tipo MMORPG, giocabile con l'utilizzo di Internet. È stato sviluppato simultaneamente in Giappone ed in Corea del Sud dalla NTL ed era ambientato nell'universo di Dragon Ball. Dragon Ball Online è ambientato sulla Terra, 216 anni dopo la partenza di Goku.
Il creatore della serie Akira Toriyama ha avuto un importante ruolo di controllo sul lato creativo del progetto contribuendo e supervisionando la trama e l'aspetto grafico, inclusi personaggi e luoghi.
Il gioco è stato reso disponibile in Corea del Sud, Taiwan e Hong Kong. Dopo circa 3 anni di servizio, il sito ufficiale ha annunciato la chiusura dei server Taiwan e Hong Kong dopo la precedente chiusura del server coreano, tra l'altro più aggiornato dei precedenti server nominati. Il gioco ha chiuso i battenti in Corea il 26 settembre 2013 e a Taiwan il 31 ottobre dello stesso anno. Dopo la chiusura dei server, il 21 maggio 2014 è stato intitolato un nuovo sito web chiamato Dragon Ball Z New Project. Il sito web ha presentato un'immagine di Goku e tre screenshot. Il 10 luglio 2014 al progetto è stato dato un nome, Dragon Ball Xenoverse. Attualmente esiste un nuovo progetto privato del MMORPG online.

## Trama
Il gioco è ambientato nell'anno 1000, 216 anni dopo la partenza di Goku con Ub al termine della seconda serie. La Terra è popolata da quattro razze: gli Umani, abitanti originari, i Sayan, discendenti dei primi Sayan venuti sulla terra, ovvero Goku, Gohan, Goten, Vegeta, Trunks etc, i Namecciani (a causa di eventi sconosciuti Namek è andato distrutto ed i Namecciani si sono rifugiati sulla terra, patria del loro salvatore Goku) ed i Majin, poiché il primo Majin venuto sulla terra, ovvero Majin Bu, ha creato alcuni cloni (infatti si scopre che i Majin non creano cloni solo con forti emozioni, come accaduto a Majin Bu con la morte del cane di Mr. Satan, ma anche a proprio piacimento) che si sono poi riprodotti e hanno cominciato a popolare la terra. Queste quattro specie convivono pacificamente nel pianeta.
Nell'anno 2000 un potente demone di nome Miira, aiutato dai suoi scagnozzi e da ciò che resta dell'esercito di Freezer e dell'armata del Red Ribbon ha conquistato e distrutto parte della galassia e ora sta tentando di conquistare la terra. Il suo obiettivo è quello di mettere le mani sul DNA di Goku, il più grande guerriero di tutti i tempi e di usarlo per potenziarsi e diventare invincibile. Per farlo, Miira si impossessa di una macchina del tempo con la quale tornare all'epoca di Goku. Il suo viaggio viene però scoperto da Dende che incarica la Pattuglia del Tempo capitanata da Time Patrol Trunks di fermare Miira.
Il giocatore prende i panni di una persona proveniente da un imprecisato periodo temporale che a causa dei viaggi temporali di Miira viene catapultato nell'anno 1000. Il suo compito è quello di cooperare con la Pattuglia del Tempo e fermare le ambizioni di Miira.

## Modalità di gioco
Le dinamiche di gioco di Dragon Ball Online riprendono quelle tradizionali dei videogiochi di ruolo online. Il giocatore agisce nel mondo virtuale per mezzo di un personaggio (o avatar) e avrà la possibilità di esplorare il territorio, cercare le sette Sfere del drago, allenarsi per partecipare al torneo mondiale di arti marziali e interagire con altri giocatori e personaggi controllati dal computer (NPC), svolgendo una serie di compiti che gli vengono via via assegnati. Procedendo di missione in missione, progredisce nelle proprie capacità di combattimento e acquisisce nuovi oggetti che può utilizzare direttamente o commerciare con NPC o altri giocatori.
Esiste anche la possibilità di svolgere missioni con la macchina del tempo nelle quali si riceverà l'aiuto da Time Patrol Trunks allo scopo di viaggiare indietro nel tempo e partecipare agli eventi più importanti della storia principale di Dragon Ball chiamate TMQ (Time Machine Quest). Oltre ad essi esistono le Missioni Salto Temporale (TLQ -Time Leap Quest) che rivivono i primi anni di Goku, quando queste quests vengono completate il personaggio ricevererà delle skill passive (ad esempio lo scatto in avanti, la possibilità di "caricarsi" mostrando la sua aura) comuni a tutte e tre le razze.
Il giocatore può impersonare un esponente di una di 3 razze: Umani, Namecciani e Majin. Per ciascuna razza il giocatore può scegliere fra due classi, una più portata per gli attacchi fisici e l'altra negli attacchi spirituali. Ogni personaggio ha 3 barre: LP (Life Points) che sono i punti vita, EP (Energy Points) che sono i punti energia e infine gli RP, questi sono simili alla "rabbia" presente negli altri MMORPG, si possono accumulare in 2 modi: il primo combattendo contro più mob possibili e il secondo premendo un tasto della vostra tastiera solitamente è il tasto corrisponde alla lettera Z. Quando la barra avrà una certa quantità di bolle di RP ad ogni skill si potrà associare un certo effetto. Giunti a livello 30, il giocatore può scegliere con quale delle due Master class specializzarsi e in base alla specializzazione scelta ricevere, oltre a farvi diventare adulti, una skill chiamata High Tension Blow (HTB). Inoltre, sempre tramite quest, poter ottenere la skill passiva del volo e delle pergamene che hanno la funzionalità di aumentare di una certa quantità la durata del volo e in alcuni casi offrire la possibilità di volare più velocemente. Raggiungendo il livello 40 e mediante la raccolta delle sette sfere del drago (Eventball), è possibile accedere alle trasformazioni in base alla razza scelta: Super Saiyan per gli umani, Namecciano gigante per i namecciani e Majin Puro per i Majin. In questo mmorpg troviamo 3 generi di sfere ottenibili in modi diversi :
- Questball : ottenibili attraverso il completamento di quest ricevibili dagli npc; essi servono per la prima evocazione di Shenron, il cui consegnerà un'armatura con specifici effetti.
- Eventball : ottenibili durante l'evento di 3 ore che si svolge giornalmente.
- Warball : ottenibili durante un evento che mette su tutta la mappa del gioco 7 sfere e i personaggi dovranno combattersi per poter ottenere la sfera, che una volta raccolta, tutti coloro che hanno aderito all'evento, mentre è in corso l'evento stesso, potranno vedere la vostra posizione all'interno della mappa.

Tra i desideri esprimibili collezionando le sfere dell'evento giornaliero (Eventball) ci sono :
- Denaro virtuale : calcolata in base al livello del vostro personaggio.
- Armatura del Drago : un'armatura, comprensiva dell'arma, standard specifica per ogni classe.
- HTB2 Skill : è la seconda skill, molto più potente del HTB, specifica per ogni Master class scelta.
- Dragon's Buff :

1. Dragon's King Strenght (STR)
2. Dragon's King Dexterity (DEX)
3. Dragon's King Constitution (CON)
4. Dragon's King Energy (ENG)
5. Dragon's King Soul (SOL)
6. Dragon's King Focus (FOC)

I quali hanno la caratteristica di aumentare del 20% quella specifica caratteristica del vostro personaggio.

## Razze e classi giocabili

### Umani
Gli Umani giocabili non sono umani puri, ma sono in piccola parte Saiyan. Ciò permette loro di avere un potenziale nascosto incredibile. Grazie al libro "Groundbreaking Science" sul controllo del Ki scritto da Son Gohan e pubblicato a livello mondiale 200 anni prima, sono a conoscenza di tecniche di combattimento avanzate. Ciò ha portato anche il ritorno delle scuole di combattimento della Tartaruga e della Gru (rinate grazie a Crilin e Tenshinhan), così come la fondazione della scuola Kikoukenjutsu da parte di Goten e Trunks.
Nell'anno 820, ciò che restava dell'esercito di Freezer invase la terra: la guerra scatenatasi e i danni all'ambiente hanno dato alla razza umana un forte desiderio di proteggere il pianeta.
Gli umani possono scegliere fra tre classi diverse:
- Combattente di Arti Marziali: ovvero dei combattenti umani esperti nelle Arti Marziali, come Crilin e Yamcha per esempio. Possono poi diventare Spadaccini, specializzati nell'uso della spada o Combattenti, specializzati solo nel combattimento diretto e nell'uso del bastone.
- Mistico: anch'esso è un esperto di Arti Marziali ma che è in grado di utilizzare anche tecniche spirituali, come Jiaozi o Tenshinhan. Possono diventare poi Eremiti della Tartaruga, specializzati nell'uso delle tecniche della scuola come la Kamehameha o il Double Tsuihikidan e nell'uso del bastone o Eremiti della Gru, anch'essi specializzati nelle tecniche della loro scuola come l'onda Dodon o nel Kikōhō e nell'uso del ventaglio.

### Namecciani
Questi Namecciani sono venuti sulla Terra dopo la distruzione di Neo Namek nell'anno 853 a causa di Miira. Vivono in un'area della Terra, terraformata per assomigliare al loro pianeta d'origine. Servono Dende. Questa razza si divide in due categorie:
- Clan del Drago: sono dotati di abilità magiche, come Dio e Dende. Sono dunque una classe di supporto. Possono scegliere poi se diventare Sacerdoti di Dende, improntati alla guarigione o Evocatori, capaci di creare e controllare dei piccoli draghi subordinati vomitando delle uova, in una maniera simile a quella del Grande Mago Piccolo.
- Guerriero: sono dei guerrieri esperti in Arti Marziali, come Piccolo. Diventano poi Dark Warrior, che combattono con gli artigli e specializzati nell'attacco oppure Shadow Knight, orientati verso la difesa e nell'uso dell'ascia.

### Majin
Questa razza deriva da Good Bu buono, che era andato a vivere insieme a Mr. Satan dopo aver sconfitto Kid Bu. Dopo aver trovato una rivista erotica di Mr. Satan, Good Bu ha iniziato a desiderare di avere una compagna e l'ha creata lui stessa, ribattezzandola Booby. Dall'unione dei due è nato un Baby Buu che si è poi riprodotto fino a formare una nuova razza. I Majin sono persone gioiose e ottimistiche, il cui scopo è quello di divertirsi ma possono diventare molto pericolosi quando sono confusi o arrabbiati. I maschi hanno l'aspetto di Good Bu mentre le femmine quello di Kid Bu. Anch'essa si divide in due categorie:
- Wonder Majin: sono Majin in possesso di potenti tecniche spirituali, come quelle di Kid Bu. Le loro Master Class sono Plasma Majin, che può equipaggiare dei tamburi e Karma Majin, che può usare delle maschere.
- Mighty Majin: Majin dotati di tecniche d'attacco ma soprattutto curative e di supporto, come quelle di Good Bu. Possono diventare Ultimate Majin, che possono equipaggiare uno strumento musicale e usare potenti tecniche di supporto oppure Grand Chef Majin, in grado di usare una mazza e tecniche di supporto ad ampio raggio. Sono gli unici inoltre a poter trasformare in caramella l'avversario.

## Personaggi
Oltre a introdurre nuovi personaggi il gioco dà la possibilità di incontrare i personaggi della serie nei momenti salienti del manga, affrontando le Time Machine Quest.

### Nuovi personaggi
- Miira: demone a capo dell'organizzazione nota come Time Breakers e principale antagonista. Il suo obiettivo è impadronirsi del DNA di Goku e per questo torna indietro nel tempo. Può controllare mentalmente le persone, rendendole fedeli a lui. Il suo nome è l'anagramma di Mirai ("futuro" in giapponese).
- Towa: una misteriosa donna, braccio destro di Miira. Sembra appartenere alla sua stessa specie e ha i suoi stessi poteri.
- Time Patrol Trunks: capo della Pattuglia del Tempo, che si oppone a Miira. Pur avendo lo stesso aspetto e le stesse tecniche di Future Trunks proviene da un'altra linea temporale (nella quale Piccolo è vivo). È il personaggio che offre al giocatore la possibilità di affrontare le quest con la macchina del tempo.
- Hope!: un robot che accompagna Time Patrol Trunks e i giocatori nelle quest. Il suo aspetto ricorda quello di Gil.
- C-19000: androidi agli ordini di Miira, costruiti in serie sul modello di C-19, compreso il meccanismo di assorbimento d'energia sul palmo delle mani. Il loro creatore è sconosciuto, anche se comparendo nel laboratorio del Dr. Gero è probabile che siano una sua creazione.
- C-8000: androidi agli ordini di Miira, costruiti in serie sul modello di Androide 8. Ne esiste una seconda versione chiamata C-8000 Mk. II.
- Booby: moglie di Majin Bu, creata proprio da questi. Dalla loro unione ha avuto origine la razza dei Majin.
- Baby Bu: figlio di Majin Bu e di Booby.
- C-9: cyborg la cui vera identità è quella del Comandante Red, rinato sotto nuova forma dopo essere stato ucciso dal suo sottoposto Black. Rispetto alla sua forma umana è molto più alto e grosso (il che era il desiderio che voleva esprimere con le sfere) e fuma la pipa anziché il sigaro. Anche in questa versione sembra essere a capo del Red Ribbon.
- Paella: capo di una banda di criminali, il cui obiettivo è di conquistare il manga. Il suo aspetto è identico a quello di Pilaf, in quanto è un suo discendente. È accompagnato da due subordinati simili a Shu e Mei.

### Personaggi della serie
- Nonno Son Gohan (pre-Dragon Ball)
- Son Goku (pre-Dragon Ball)
- Son Goku (Arco di Pilaf)
- Bulma (Arco di Pilaf)
- Maestro Muten (Arco di Pilaf)
- Chichi (Arco di Pilaf)
- Stregone del Toro (Arco di Pilaf)
- Karin
- Uranai Baba
- Servitore Fantasma di Baba
- Son Goku (Arco del Grande Mago Piccolo)
- Tenshinhan (Arco del Grande Mago Piccolo)
- Crilin (Arco del Grande Mago Piccolo)
- Yamcha (Arco del Grande Mago Piccolo)
- Jiaozi (Arco del Grande Mago Piccolo)
- Chichi (Arco del Grande Mago Piccolo)
- Piccolo (Arco dei Saiyan)
- Son Gohan (Arco dei Saiyan)
- Yajirobei (Arco dei Saiyan)
- Contadino (Arco dei Saiyan)
- Radish, Vegeta e Nappa (Arco dei Saiyan)
- Esercito di Freezer
- Freezer e i suoi soldati (Kyui, Dodoria e Zarbon)
- Squadra Ginew
- Moori
- Bardack come "Evil Bardack" (controllato mentalmente da Miira)
- Abitante di Yardrat
- Comandante Red (come "C-9")
- Cyborg Taobaibai (come "Tao Bai Bai X")
- Dr. Gelo
- C-16
- To Ninjinka
- Shu
- Uomo Lupo
- Re Chapa
- Mr. Satan
- Shenron

C'è la possibilità di acquistare, dall'asta presente in game e anche tramite item mall, una variegata gamma di costumi per il personaggio, che ritraggono quello dei personaggi della saga.